# Coupe du monde de marche 1987
Navigation
Saint John's 1985 L'Hospitalet 1989
La 13e édition de la Coupe du monde de marche s'est déroulée les 2 et 3 mai 1987 dans les rues de New York, aux États-Unis.

## Tableau des médailles
| Rang | Nation             | Or | Argent | Bronze | Total |
| ---- | ------------------ | -- | ------ | ------ | ----- |
| 1    | Union soviétique   | 3  | 2      | 1      | 6     |
| 2    | Allemagne de l'Est | 1  | 1      | 2      | 4     |
| 3    | Mexique            | 1  | 0      | 0      | 1     |
| 4=   | Espagne            | 0  | 1      | 0      | 1     |
| 4=   | Italie             | 0  | 1      | 0      | 1     |
| 6=   | Australie          | 0  | 0      | 1      | 1     |
| 6=   | Chine              | 0  | 0      | 1      | 1     |
|      | Total              | 5  | 5      | 5      | 15    |

## Podiums

### Hommes
| Épreuve                             | Or                                               | Argent                                            | Bronze                                             |
| ----------------------------------- | ------------------------------------------------ | ------------------------------------------------- | -------------------------------------------------- |
| 20 km                               | Carlos Mercenario Mexique 1 h 19 min 24 s        | Viktor Mostovik Union soviétique 1 h 19 min 32 s  | Anatoliy Gorshkov Union soviétique 1 h 20 min 04 s |
| 50 km                               | Ronald Weigel Allemagne de l'Est 3 h 42 min 26 s | Hartwig Gauder Allemagne de l'Est 3 h 42 min 52 s | Dietmar Meisch Allemagne de l'Est 3 h 43 min 14 s  |
| Lugano Trophy - Combiné par équipes | Union soviétique 607 pts                         | Italie 569 pts                                    | Allemagne de l'Est 518 pts                         |

### Femmes
| Épreuve                          | Or                                         | Argent                                       | Bronze                        |
| -------------------------------- | ------------------------------------------ | -------------------------------------------- | ----------------------------- |
| 10 km                            | Olga Krishtop Union soviétique 43 min 22 s | Irina Strakhova Union soviétique 43 min 35 s | Jin Bingjie Chine 43 min 45 s |
| Eschborn Cup - 10 km par équipes | Union soviétique 203 pts                   | Espagne 174 pts                              | Australie 167 pts             |